# Noctuelia anartalis
Noctuelia anartalis là một loài bướm đêm trong họ Crambidae.